# The Brothers (Stan Getz Zoot Sims Al Cohn)
The Brothers è un album di Zoot Sims, Stan Getz e Al Cohn, pubblicato dalla Prestige Records nel 1956. Entrambe le sessioni di registrazione furono incise a New York City, New York (Stati Uniti).

## Tracce
Lato A
1. Four and One Moore – 3:45 (Gerry Mulligan) – Registrato l'8 aprile 1949
2. Battle of the Saxes – 3:50 (Al Cohn) – Registrato l'8 aprile 1949
3. Five Brothers – 3:09 (Gerry Mulligan) – Registrato l'8 aprile 1949
4. Battleground – 3:20 (Al Cohn) – Registrato l'8 aprile 1949
5. The Red Door – 4:30 (Zoot Sims) – Registrato l'8 settembre 1952

Lato B
1. Zoot Case – 4:15 (Al Cohn) – Registrato l'8 settembre 1952
2. Tangerine – 4:20 (Victor Schertzinger) – Registrato l'8 settembre 1952
3. Morning Fun – 5:36 (Zoot Sims, Al Cohn) – Registrato l'8 settembre 1952

Edizione CD del 1990, pubblicato dalla Original Jazz Classics Records
1. Five Brothers – 3:09 (Gerry Mulligan)
2. Five Brothers – 3:33 (Gerry Mulligan) – Bonus Track - Alternate Take
3. Battle of the Saxes – 3:50 (Al Cohn)
4. Four and One Moore – 3:45 (Gerry Mulligan)
5. Four and One Moore – 3:31 (Gerry Mulligan) – Bonus Track - Alternate Take
6. Battleground – 3:20 (Al Cohn)
7. Battleground – 3:13 (Al Cohn) – Bonus Track - Alternate Take
8. The Red Door – 4:30 (Zoot Sims)
9. Zootcase – 4:15 (Zoot Sims)
10. Tangerine – 4:20 (Johnny Mercer, Victor Schertzinger)
11. Morning Fun – 5:36 (Al Cohn, Zoot Sims)

- Brani nr. 1,2,3,4,5,6 e 7, registrati l'8 aprile 1949
- Brani nr. 8,9,10 e 11, registrati l'8 settembre 1952

## Musicisti
A1, A2, A3 e A4 / CD - 1, 2, 3, 4, 5, 6 e 7
- Zoot Sims - sassofono tenore
- Stan Getz - sassofono tenore
- Al Cohn - sassofono tenore
- Allen Eager - sassofono tenore
- Brew Moore - sassofono tenore
- Walter Bishop Jr. - pianoforte
- Gene Ramey - contrabbasso
- Charlie Persip - batteria
- Gerry Mulligan - arrangiamenti
- Nel catalogo della discografia della Prestige Records il batterista è accreditato come Charlie Perry

A5, B1, B2 e B3 / CD - 8, 9, 10 e 11
- Zoot Sims - sassofono tenore
- Al Cohn - sassofono tenore
- Kai Winding - trombone (tranne nel brano: Morning Fun)
- George Wallington - pianoforte
- Percy Heath - contrabbasso
- Art Blakey - batteria[4]